# 1. Division (Luxemburg) 1918/19
Die 1. Division 1918/19 war die 9. Spielzeit der höchsten luxemburgischen Fußballliga.
Sporting Club Luxemburg gewann den dritten Titel in der Vereinsgeschichte.

## Abschlusstabelle
| Pl. | Verein                  | Sp. | S | U | N | Tore    | Quote | Punkte |
| --- | ----------------------- | --- | - | - | - | ------- | ----- | ------ |
| 1.  | Sporting Club Luxemburg | 10  | 7 | 2 | 1 | 018:120 | 1,50  | 16:40  |
| 2.  | CS Fola Esch (M)        | 10  | 6 | 1 | 3 | 028:140 | 2,00  | 13:70  |
| 3.  | Jeunesse Esch (N)       | 10  | 4 | 4 | 2 | 024:120 | 2,00  | 12:80  |
| 4.  | US Hollerich/Bonneweg   | 10  | 3 | 3 | 4 | 018:170 | 1,06  | 09:11  |
| 5.  | Racing Club Luxemburg   | 10  | 2 | 3 | 5 | 014:260 | 0,54  | 07:13  |
| 6.  | Young Boys Diekirch     | 10  | 0 | 3 | 7 | 004:250 | 0,16  | 03:17  |

| (M) | amtierender Meister               |
| (N) | Neuaufsteiger aus der 2. Division |

### Kreuztabelle
Die Kreuztabelle stellt die Ergebnisse aller Spiele dieser Saison dar. Die Heimmannschaft ist in der linken Spalte, die Gastmannschaft in der oberen Zeile aufgelistet.
| 1918/19                 | Sporting Club Luxemburg | Fola Esch | JEU | US Hollerick/Bonneweg | Racing Club Luxemburg | Young Boys Diekirch |
| ----------------------- | ----------------------- | --------- | --- | --------------------- | --------------------- | ------------------- |
| Sporting Club Luxemburg |                         | 1:0       | 1:5 | 3:0                   | 2:1                   | 1:0                 |
| Fola Esch               | 1:3                     |           | 3:0 | 4:3                   | 6:1                   | 2:1                 |
| Jeunesse Esch           | 2:3                     | 0:0       |     | 1:1                   | 3:0                   | 7:0                 |
| US Hollerich/Bonneweg   | 1:1                     | 1:3       | 1:3 |                       | 1:1                   | 1:0                 |
| Racing Club Luxemburg   | 1:2                     | 3:2       | 3:3 | 1:6                   |                       | 1:1                 |
| Young Boys Diekirch     | 1:1                     | 1:7       | 0:0 | 0:3                   | 0:2                   |                     |

- Das Spiel Young Boys Diekirch - US Hollerich/Bonneweg wurde mit 0:3 kampflos gewertet.